# Trametes tyromycoides
Trametes tyromycoides är en svampart som beskrevs av Ryvarden 2000. Trametes tyromycoides ingår i släktet Trametes och familjen Polyporaceae.   Inga underarter finns listade i Catalogue of Life.